# Dirty Hits
Albums de Primal Scream
Live in Japan
(2003) Shoot Speed – More Dirty Hits
(2004)
Dirty Hits est la deuxième compilation du groupe écossais de rock indépendant Primal Scream sortie en novembre 2003 sur le label Columbia Records.

## Liste des chansons
Toutes les chansons sont écrites et composées par Primal Scream, sauf Some Velvet Morning de Lee Hazlewood.
| No  | Titre                                | Durée |
| --- | ------------------------------------ | ----- |
| 1.  | Loaded                               | 4:34  |
| 2.  | Movin' on Up                         | 3:44  |
| 3.  | Come Together                        | 4:53  |
| 4.  | Higher Than the Sun                  | 3:37  |
| 5.  | Rocks                                | 3:35  |
| 6.  | Jailbird                             | 3:35  |
| 7.  | (I'm Gonna) Cry Myself Blind         | 4:26  |
| 8.  | Burning Wheel                        | 4:34  |
| 9.  | Kowalski                             | 4:31  |
| 10. | Long Life                            | 3:49  |
| 11. | Swastika Eyes                        | 3:52  |
| 12. | Kill All Hippies                     | 4:07  |
| 13. | Accelerator                          | 3:38  |
| 14. | Shoot Speed/Kill Light               | 5:15  |
| 15. | Miss Lucifer                         | 2:28  |
| 16. | Deep Hit of Morning Sun              | 3:45  |
| 17. | Some Velvet Morning (avec Kate Moss) | 3:50  |
| 18. | Autobahn 66                          | 6:16  |